# وايتومو
وايتومو مجتمع ريفي في منطقة وايكوتو في الجزيرة الشمالية لنيوزيلندا. يتضمن هذا المجتمع كهوف وايتومو ونظام الكهف الذائب والجذب الشعبي المحلي للسياح. تخدم قريتا هانغاتيكي ووايتومو السياح الزائرين.
تأتي كلمة وايتومو من لغة الماوري، إذ تعني واي الماء وتعني تومو البالوعة، وعليه يمكن ترجمة كلمة وايتومو إلى الماء العابر من خلال الحفرة. تتشكل الكهوف من الحجر الجيري الأوليغونيسي.
يقع فندق كهوف وايتومو في بلدة وايتومو.

## كهوف وايتومو

### خلفية تاريخية
كانت المناظر الطبيعية للحجر الجيري في منطقة مقاطعة وايتومو مركزًا للسياحة الكهفية التي حظيت بشعبية متزايدة منذ عام 1900. في البداية، تألف معظمها من رحلات مرتجلة تسترشد بالماوريين المحليين، إذ استولى التاج على أجزاء كبيرة من الكهوف بالقرب من كهوف وايتومو، وتمكنت المنطقة من جذب السياح (بصورة جيدة نسبيًا) من عام 1904 فصاعدًا. وقال دليل سياحي عام 1915: «يمكن الوصول إلى المنطقة عن طريق السكك الحديدية إلى هانغاتيكي، ومن ثم نركب الحافلة لمسافة 6 أميال على طول الطريق».
تختص الشركات، حاليًا، الكبيرة والصغيرة، في قيادة السياح عبر الكهوف في المنطقة، من المناطق سهلة الوصول التي يزورها مئات السياح في الساعة في ذروة الموسم، إلى الرياضات الخطرة، مثل الزحف داخل أنظمة الكهف والتي لا يراها سوى عدد قليل من السياح خلال اليوم الواحد. احتلت الزيارة إلى كهف وايتومو المرتبة الرابعة عشر في إحصائية رابطة السيارات النيوزيلندية عن الأشياء المئة وواحد التي على الكيوي فعلها، إذ تضمنت الإحصائية 200 ألف راكب دراجة ونُشرت عام 2007، وفي عام 2004 دخل 400 ألف شخص إلى الكهوف في تلك المنطقة.

### الكهوف الرئيسية
تُعد كهوف وايتومو جلوورم وكهف رواكوري وكهف أرانوي وكهف غارندر غات، الكهوف الرئيسية في المنطقة. تجذب هذه الكهوف الانتباه للصواعد والنوازل الكهفية الموجودة فيها ولوجود حشرات سراج الليل (بعوضة الفطر).
ظهرت كهوف وايتومو في الحلقة الرابعة من سلسلة كوكب الأرض التي عرضتها هيئة الإذاعة البريطانية بي بي سي.

### الممرات
يمتد ممر وايتومو عبر وادي تيار وايتومو (رافد لنهر وايبو) لمسافة 3.3 كيلومتر من القرية إلى محمية رواكوري ذات المناظر الخلابة. في المحمية يؤدي ممر رواكوري خلال كهوف صغيرة إلى جسر رواكوري الطبيعي.
يعبر طريق تي أراروا الطويل خلال وايتومو. ينضم قسم من جبل بيرونغيا إلى ممر وايتومو ليدخل القرية. يمتد الجزء البالغ طوله 17.5 كيلومتر إلى تي كويتي عبر جسر معلق في نهر مانجابو وعبر غابة بهيتاوا كاهيكاتيا.

## الماراي
يملك مجتمع وايتومو عدة ماراي (أماكن مقدسة للعبادة الدينية) تابعة لقبيلة مانيابوتو:
- يتبع ماراي كابوتوهي لقبائل ماتاكوري وباري تي كاوا وبيهي ورورا.
- يتبع ماراي تي كاوي ومكان لقاء تي كاوي أو نيو تيرني لقبائل هوياو وكينوهاكو وبيهي وتي كاناوا.
- يتبع ماراي تي كوراباتو لقبائل بيهي وتي كاناوا.
- يتبع ماراي بوهاتيوري لقبيلة يوكاها.
- يتبع ماراي توكيكابو وملتقى ماتواه آلوي لقبائل روابوها وتي كاناوا ويوكاها.[14]

## التعليم
تُعد مدرسة كهوف وايتومو مدرسةً حكومية تعليمية مشتركة تضم 39 طالبًا منذ مارس 2019.